# Standard Beaverette
Der Standard Car 4×2, oder Car Armoured Light Standard, bekannter als Standard Beaverette, war ein britischer Panzerwagen, der während des Zweiten Weltkriegs hergestellt wurde.

## Geschichte
Die erste Version des Fahrzeuges wurde 1940 von der Standard Motor Company auf Veranlassung von Lord Beaverbrook gebaut, der damals Minister für Flugzeugproduktion war. Der Name „Beaverette“ leitet sich von seinem Nachnamen ab. Das Fahrzeug basierte auf dem Fahrgestell eines Lieferwagens, auf dem eine einfache gepanzerte Karosserie montiert wurde. Der 11 mm starke Stahlmantel war innen mit 76 mm starken Eichenplanken verstärkt. Hinten und oben war die Karosserie offen. Die Bewaffnung bestand aus einem Bren-Maschinengewehr, das durch einen Schlitz in der Panzerung feuerte. Spätere Versionen waren rundum geschlossen und hatten einen MG-Turm – einen geschlossenen mit Bren-MG oder einen oben offenen mit Vickers-Zwillings-MG. Einige Fahrzeuge waren auch mit Boys-Panzerbüchsen ausgestattet. Einige hatten auch Armeefunkgeräte No. 11 oder No. 19. 1942 wurde die Fertigung eingestellt. Es wurden ca. 2.800 Stück ausgeliefert.
Der Beaverette wurde von der britischen Armee und der Royal Air Force für die Heimatverteidigung und zur Ausbildung eingesetzt. Man sagt dem Fahrzeug nach, dass es unter seinem extrem hohen Gewicht litt und schwer zu fahren war.
Ein Mk. III ist im Imperial War Museum Duxford ausgestellt.

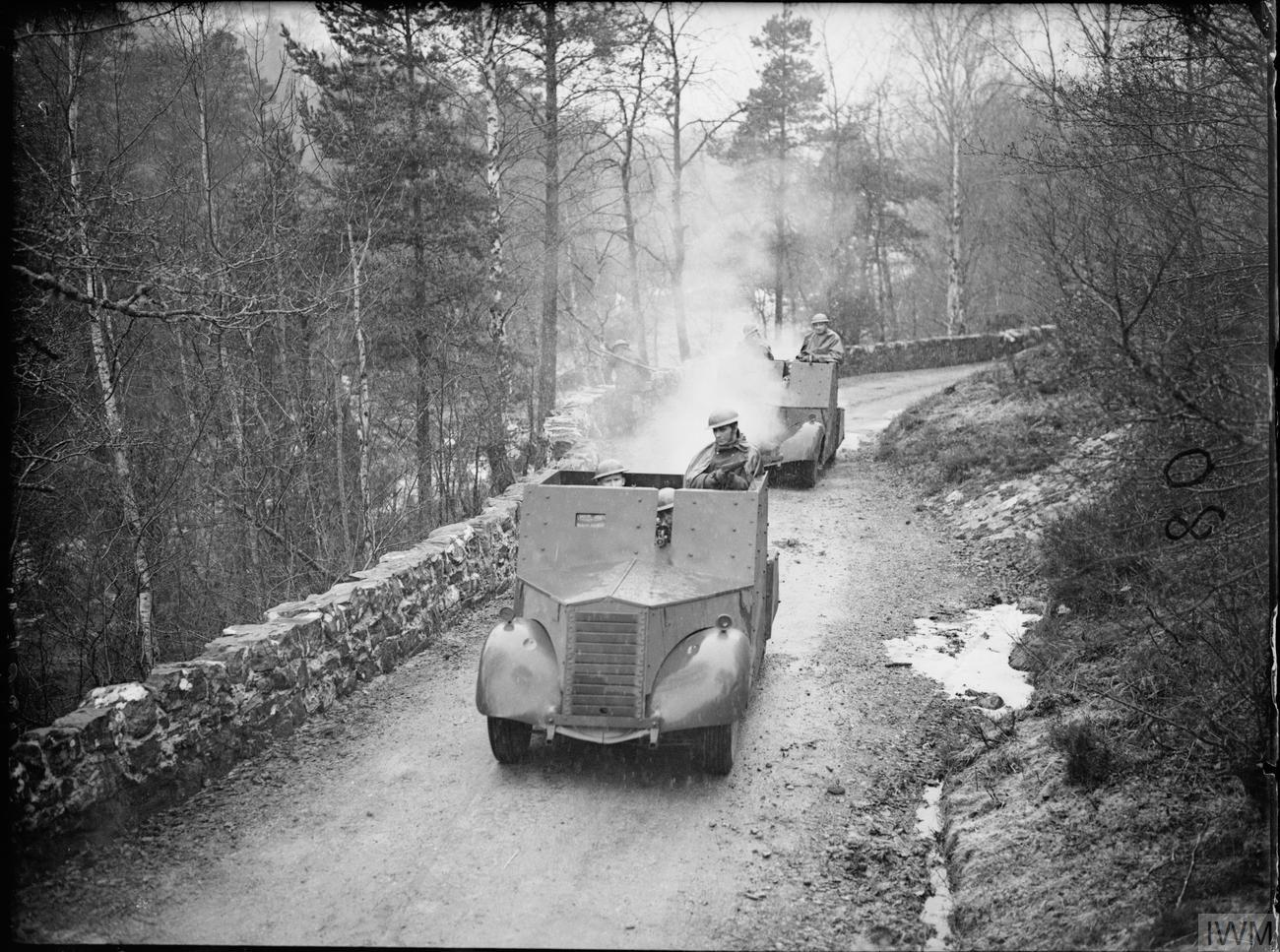
Standard Mk. II Beaverette II leichte Aufklärungsfahrzeuge, bemannt von Mitgliedern der British Home Guard im schottischen Hochland, 14. Februar 1941

## Varianten
- Mk I – Originalversion
- Mk II – hatte Rundumarmierung und der Kühlergrill hatte horizontale anstatt vertikaler Lamellen[1]
- Mk III Beaverbug – hatte ein verkürztes Fahrgestell und einen geänderten Aufbau ohne ausgeformte vordere Kotflügel, aber mit Armierung oben und einem Maschinengewehrturm
- Mk IV – Die vordere Armierung wurde umgestaltet, um die Sicht zu verbessern
- Ein ähnliches Fahrzeug namens Beaverette (NZ) wurde in Neuseeland hergestellt. Basis waren Ford-¾- und -1-Tonner-Fahrgestelle (nach kanadischem Muster). Es entstanden 171 Stück

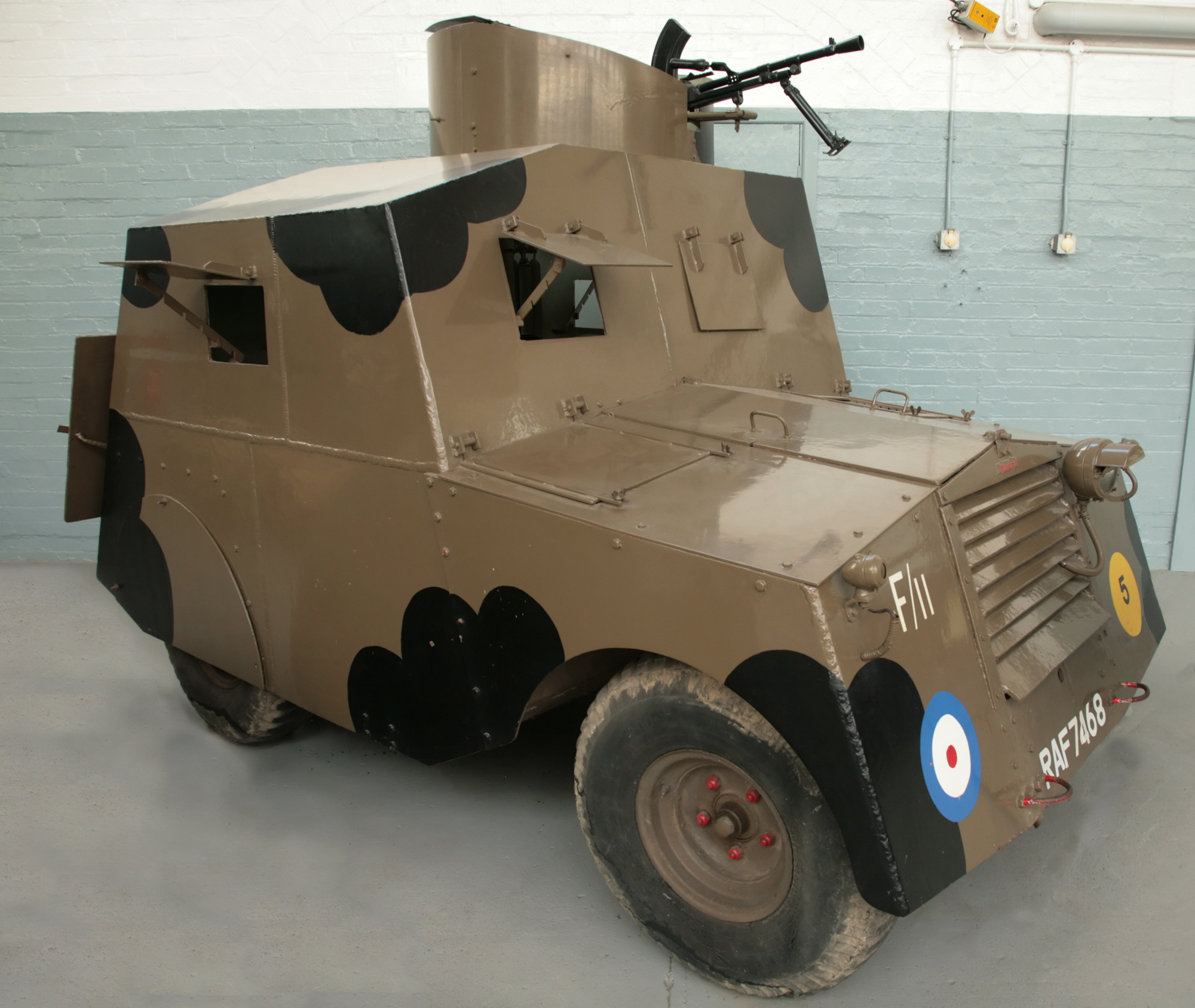
Beaverette Mk. III